# Tennis de table aux Jeux olympiques d'été de 2012 – Par équipes hommes
Navigation
Pékin 2008 Rio de Janeiro 2016
L'épreuve par équipes hommes en tennis de table fait partie du programme de cette épreuve aux Jeux olympiques d'été de 2012 à Londres. L'épreuve aura lieu du vendredi 3 août au mercredi 8 août 2012 à l'ExCeL London.
Le tournoi sera un tournoi à élimination directe avec une finale pour la troisième place joué entre les deux perdants des demi-finales.

## Médaillés
| Or                                | Argent                                             | Bronze                                                |
| Chine Wang Hao Zhang Jike Ma Long | Corée du Sud Oh Sang-eun Joo Se-hyuk Ryu Seung-min | Allemagne Timo Boll Dimitrij Ovtcharov Bastian Steger |

## Qualification
Pour cette épreuve, 16 équipes avec 3 athlètes chacune se sont qualifiés soit en étant le pays hôte (pour la Grande-Bretagne) soit grâce à leur nombre de joueurs qualifiés et à leur classement aux Championnats du monde par équipe 2012.

## Calendrier
Toutes les heures sont en British Summer Time (UTC+1).
| Dates  | Heure de départ | Tour                              |
| ------ | --------------- | --------------------------------- |
| 3 août | 19 h 00         | 1er tour                          |
| 4 août | 10 h 00         | 1er tour                          |
| 5 août | 10 h 00         | Quarts de finale                  |
| 6 août | 14 h 30         | Demi-finales                      |
| 8 août | 11 h 00         | Finale pour la médaille de bronze |
| 8 août | 15 h 30         | Finale                            |

## Têtes de séries
Le classement des équipes est basé sur le classement individuel des joueurs en juillet 2012 mais sont seulement pris en compte les joueurs qualifiés de chaque équipe,.
| Rang | Équipe          | Athlètes (classement mondial au 4 juillet). | Athlètes (classement mondial au 4 juillet). | Athlètes (classement mondial au 4 juillet). |
| ---- | --------------- | ------------------------------------------- | ------------------------------------------- | ------------------------------------------- |
| 1    | Chine           | Zhang Jike (1)                              | Ma Long (2)                                 | Wang Hao (4)                                |
| 2    | Corée du Sud    | Joo Se-hyuk (10)                            | Oh Sang-eun (11)                            | Ryu Seung-min (17)                          |
| 3    | Japon           | Jun Mizutani (5)                            | Koki Niwa (16)                              | Seiya Kishikawa (21)                        |
| 4    | Allemagne       | Timo Boll (7)                               | Dimitrij Ovtcharov (12)                     | Bastian Steger (24)                         |
| 5    | Singapour       | Gao Ning (15)                               | Zhan Jian (25)                              | Yang Zi (en) (54)                           |
| 6    | Hong Kong       | Jiang Tianyi (20)                           | Tang Peng (32)                              | Leung Chu-yan (35)                          |
| 7    | Autriche        | Robert Gardos (29)                          | Chen Weixing (32)                           | Werner Schlager (47)                        |
| 8    | Portugal        | Marcos Freitas (31)                         | Tiago Apolónia (34)                         | João Monteiro (39)                          |
| 9    | Russie          | Alexander Shibaev (29)                      | Kirill Skachkov (41)                        | Alekseï Smirnov (46)                        |
| 10   | Suède           | Jens Lundqvist (51)                         | Pär Gerell (80)                             | Jörgen Persson (90)                         |
| 11   | Corée du Nord   | Jang Song-man (59)                          | Kim Hyok-bong (77)                          | Kim Song-nam (181)                          |
| 12   | Brésil          | Gustavo Tsuboi (104)                        | Thiago Monteiro (126)                       | Hugo Hoyama (217)                           |
| 13   | Grande-Bretagne | Paul Drinkhall (107)                        | Andrew Baggaley (133)                       | Liam Pitchford (143)                        |
| 14   | Égypte          | El-Sayed Lashin (en) (123)                  | Ahmed Saleh (157)                           | Omar Assar (209)                            |
| 15   | Canada          | Zhen Wang (113)                             | Pierre-Luc Hinse (305)                      | Andre Ho (393)                              |
| 16   | Australie       | William Henzell (130)                       | Justin Han (386)                            | Robert Frank (434)                          |

## Tableau
Le tirage au sort pour les épreuves par équipes a lieu le 25 juillet 2012.
| Premier tour | Premier tour    | Premier tour |  |  | Quarts de finale | Quarts de finale | Quarts de finale |  |  | Demi-finales | Demi-finales | Demi-finales |  |                                  | Finale                           | Finale                           | Finale |
|              |                 |              |  |  |                  |                  |                  |  |  |              |              |              |  |                                  |                                  |                                  |        |
| 1            | Chine           | 3            |  |  |                  |                  |                  |  |  |              |              |              |  |                                  |                                  |                                  |        |
| 9            | Russie          | 1            |  |  | 1                | Chine            | 3                |  |  |              |              |              |  |                                  |                                  |                                  |        |
| 16           | Australie       | 0            |  |  | 5                | Singapour        | 0                |  |  |              |              |              |  |                                  |                                  |                                  |        |
| 5            | Singapour       | 3            |  |  |                  |                  |                  |  |  | 1            | Chine        | 3            |  |                                  |                                  |                                  |        |
| 7            | Autriche        | 3            |  |  |                  |                  |                  |  |  | 4            | Allemagne    | 1            |  |                                  |                                  |                                  |        |
| 14           | Égypte          | 0            |  |  | 7                | Autriche         | 0                |  |  |              |              |              |  |                                  |                                  |                                  |        |
| 10           | Suède           | 1            |  |  | 4                | Allemagne        | 3                |  |  |              |              |              |  |                                  |                                  |                                  |        |
| 4            | Allemagne       | 3            |  |  |                  |                  |                  |  |  |              |              |              |  |                                  | 1                                | Chine                            | 3      |
| 3            | Japon           | 3            |  |  |                  |                  |                  |  |  |              |              |              |  |                                  | 2                                | Corée du Sud                     | 0      |
| 15           | Canada          | 0            |  |  | 3                | Japon            | 2                |  |  |              |              |              |  |                                  |                                  |                                  |        |
| 12           | Brésil          | 0            |  |  | 6                | Hong Kong        | 3                |  |  |              |              |              |  |                                  |                                  |                                  |        |
| 6            | Hong Kong       | 3            |  |  |                  |                  |                  |  |  | 6            | Hong Kong    | 0            |  |                                  |                                  |                                  |        |
| 8            | Portugal        | 3            |  |  |                  |                  |                  |  |  | 2            | Corée du Sud | 3            |  |                                  |                                  |                                  |        |
| 13           | Grande-Bretagne | 0            |  |  | 8                | Portugal         | 2                |  |  |              |              |              |  | Match pour la médaille de bronze | Match pour la médaille de bronze | Match pour la médaille de bronze |        |
| 11           | Corée du Nord   | 1            |  |  | 2                | Corée du Sud     | 3                |  |  |              |              |              |  |                                  | 4                                | Allemagne                        | 3      |
| 2            | Corée du Sud    | 3            |  |  |                  |                  |                  |  |  |              |              |              |  |                                  | 6                                | Hong Kong                        | 1      |